# Johannes Heinrich Schultz
Johannes Heinrich Schultz (1884. június 20. – 1970. szeptember 19.) német pszichiáter és független pszichoterapeuta. Az autogén tréningnek nevezett módszer kidolgozásáért vált világhírűvé.

## Élete
Orvoslást tanult Lausanneben, Göttingenben (ahol találkozott Karl Jaspersszel) és Breslauban. 1907-ben, Göttingenben szerezte doktorátusát. Miután 1908-ban megkapta orvosi engedélyét, a göttingeni Orvostudományi Egyetemi Klinika poliklinikáján praktizált egészen 1911-ig. Ezt követően dolgozott Frankfurtban, a Paul-Ehrlich Intézetben, a chemnitzi elmegyógyintézetben és Otto Binswanger alatt Jénában a Pszichiátriai Egyetemi Klinikán, ahol 1915-ben habilitált.
Az első világháború alatt egy szanatórium igazgatójaként dolgozott Belgiumban. 1919-ben, Jénában a Pszichiátria és Neuropatológia professzora lett.1920-ban Dr. Heinrich Lahmann drezdai Weisser Hirsch-i szanatóriumának főorvosa és tudományos vezetője lett. 1924-ben, Berlinben vált ismertté, mint pszichiáter.
1936-tól a berlini Göring Intézet igazgatóhelyettese lett. Schulz nyilvánosan síkraszállt a kötelező sterilizálás, csakúgy, mint „a méltatlan élet megsemmisítése” mellett és kidolgozott egy diagnosztikus sémát a neurotikus/gyógyítható és örökletes/gyógyíthatatlan állapotok elkülönítésére. Valójában ezt a beosztást arra használták, hogy élet és halál között döntsenek. Az „Új Német Pszichoterápia” és az eugenikus pszichiátria igazolása céljából Schulz lealacsonyító és dehumanizáló kezelésnek vetette alá a halálos veszélyben lévő, koncentrációs táborokban fogva tartott rabokat. 
1956-ban, a Psychotherapie című lap szerkesztője lett, 1959-ben pedig megalapította a Deutschen Gesellschaft für ärztliche Hypnose-t.
Leghíresebb eredménye az autogén tréning kifejlesztése volt, amit hipnózissal kapcsolatos kutatásainak és saját magán folytatott kísérleteinek eredményeire alapozott. 1926-ban elsőként "autogén szerv gyakorlatokként" tartották számon,1928-ban kapta meg jelenlegi elnevezését. Hat sor mentális gyakorlatból áll, melyek a test különböző specifikus reakcióit célozzák meg. Az, hogy az autogén tréning egy kreatív vizualizáción alapuló technika, csupán hiedelem. Ez a technika inkább egy sor a test különböző részeit célzó instrukción alapszik, ahol a tréning gyakorlója megfigyeli a testében érzett változásokat. Ez egy passzív folyamat, ellentétben a kreatív vizualizációval, amely aktívabb kognitív állapotra támaszkodik. Ma, Schultz hozzájárulásának köszönhetően az autogén tréninget világszerte gyakorolják. A NASA asztronautái azért tanulják, hogy segítse őket az űrutazás pszichofiziológiai stresszoraival való megküzdésben. Ausztráliában, az Egyesült Királyságban, Olaszországban és Spanyolországban azért tanítják, hogy segítsen az olyan problémákkal való megküzdésben, mint a stressz, a szorongás, a depresszió, a dühkezelés, az álmatlanság, a fáradtság, vagy a koncentrációs, memória, és döntéshozási nehézségek. Japánban és Németországban az orvosi gyakorlat azért tanítja, hogy segítsen az egészségügyi panaszok széles körének kezelésében. Az Ausztráliai Autogén Tréning Intézet munkahelyi egészségvédelem és biztonság megőrzésének segítése érdekében tanítja az autogén tréninget.

## Művei

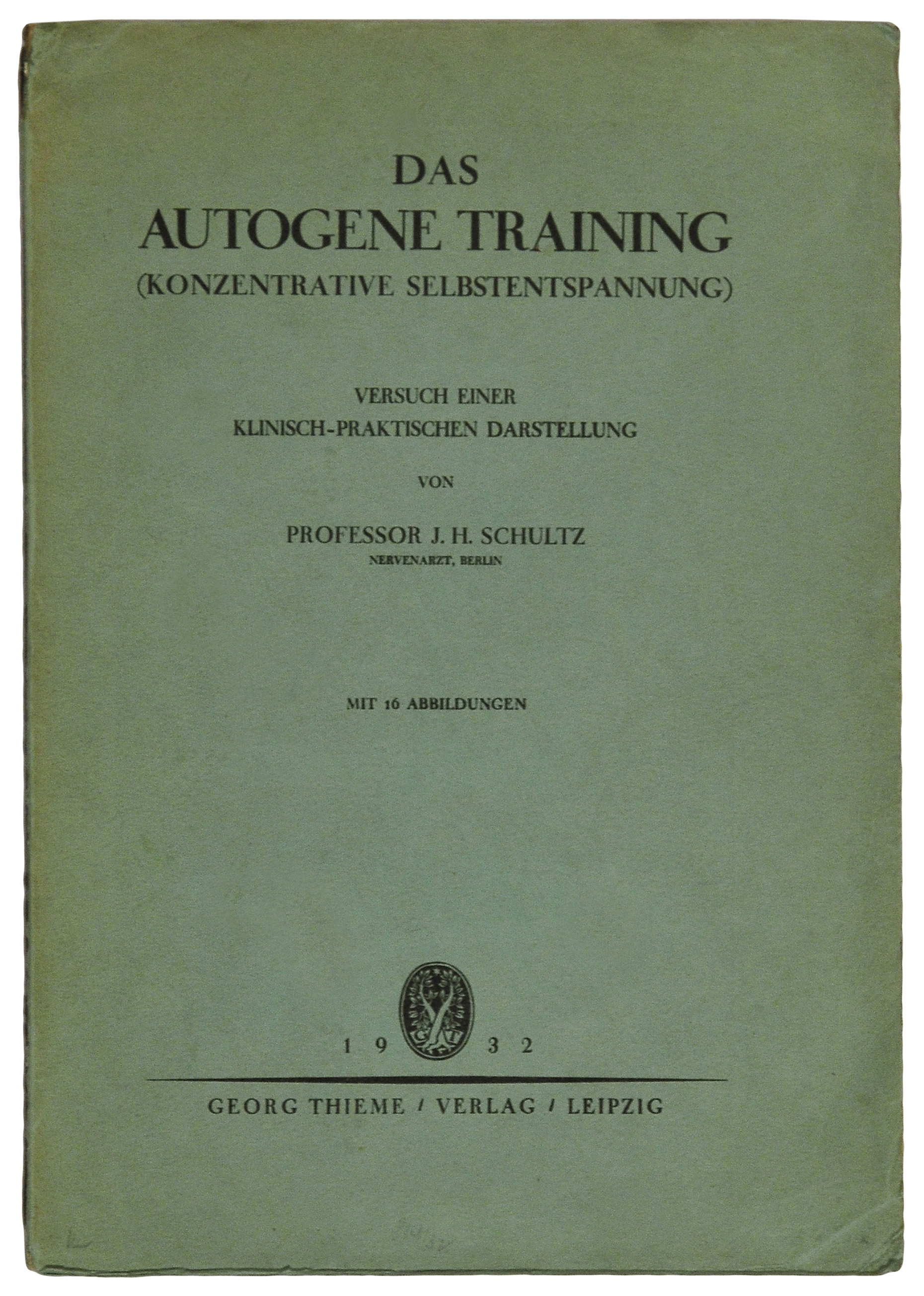
A Das Autogene Training (konzentrative Selbstentspannung) első kiadása (1932)

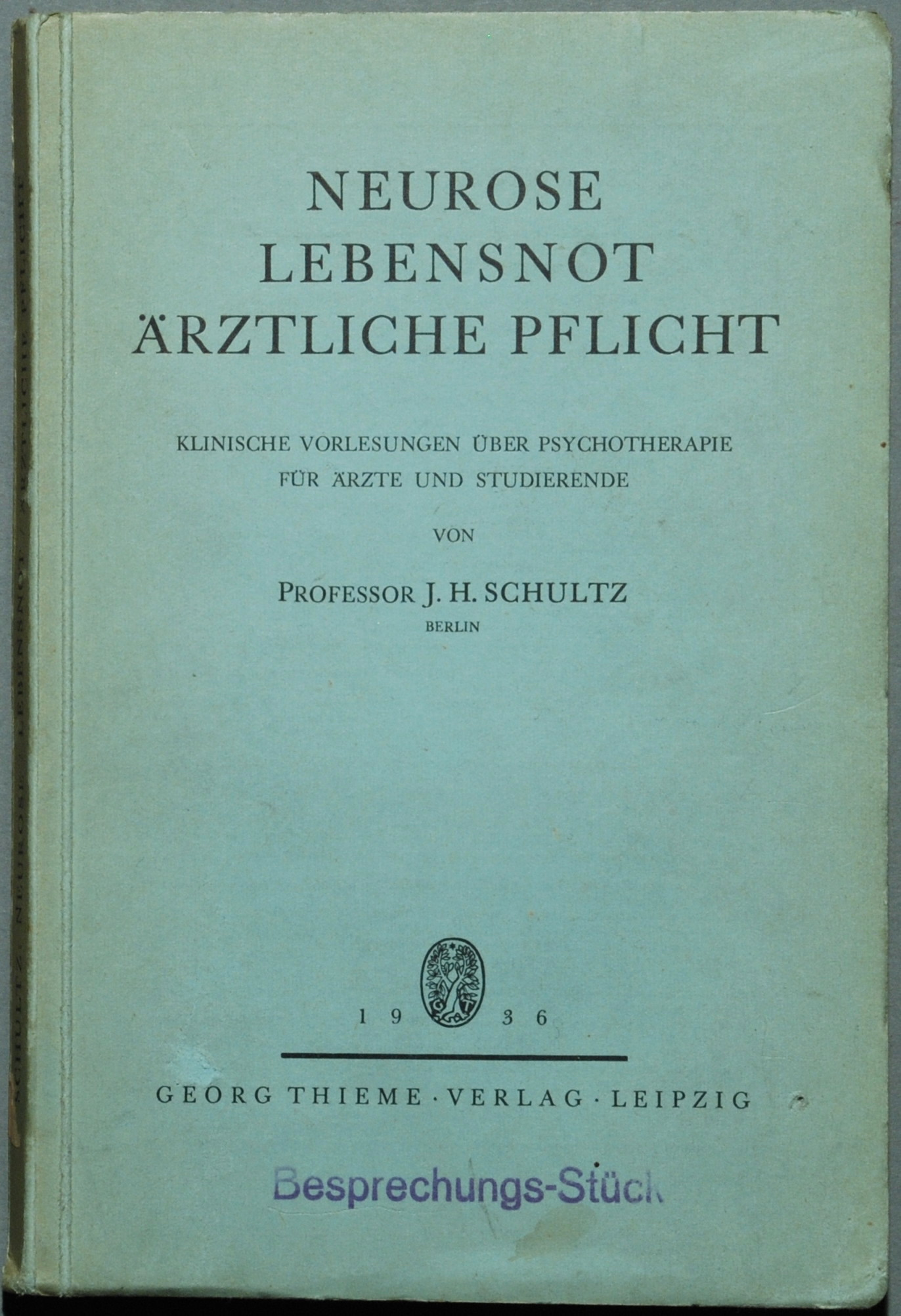
A Neurose Lebensnot ärztliche Pflicht első kiadása (1936)

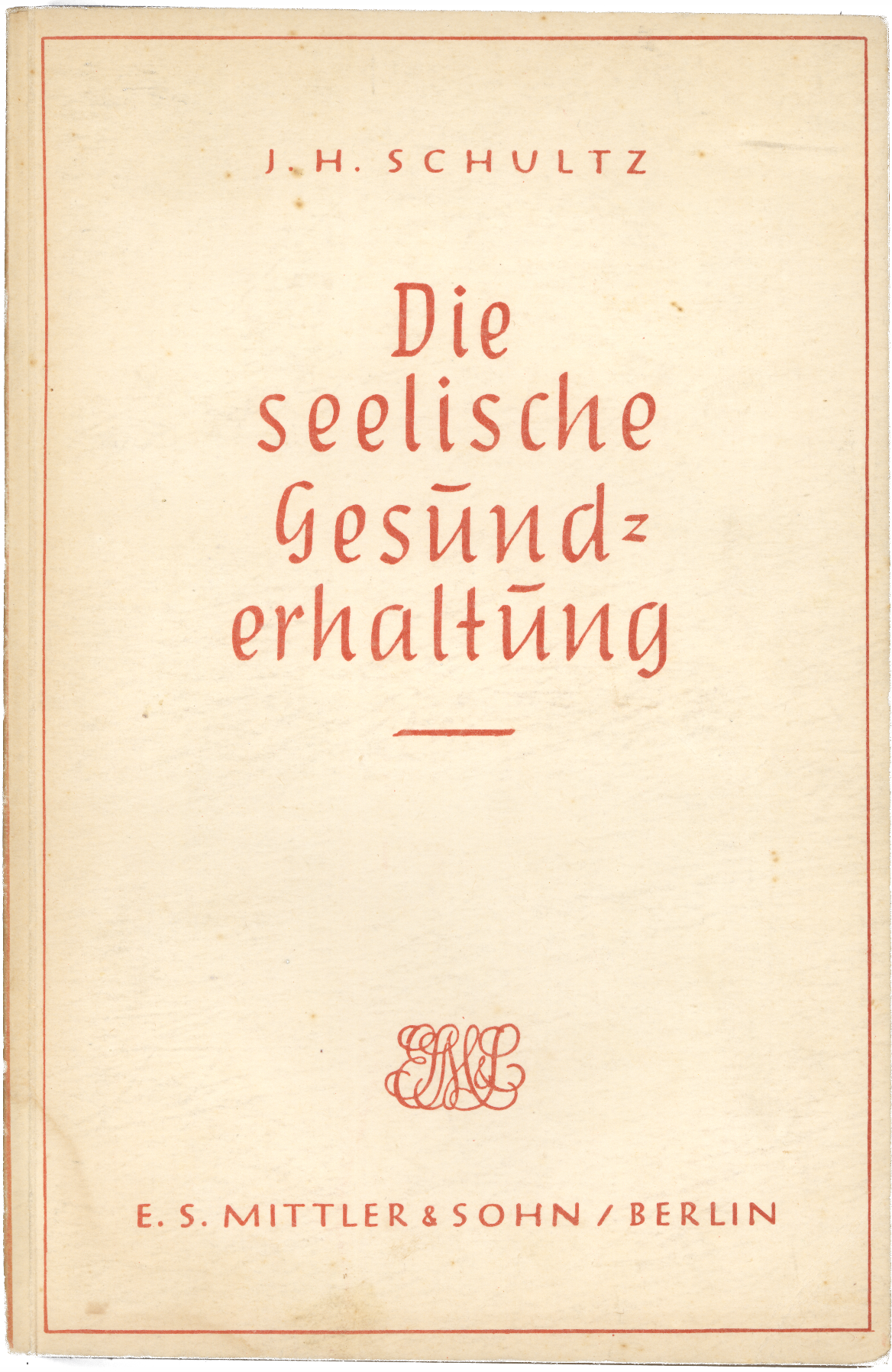
Die Seelische Gesunderhaltung, 1941

- (1915) "Neue Wege und Ziele der Psychotherapie" Ther. Monatshefte 29, pp. 443–450 (habilitációs disszertáció)
- (1919) "Die seelische Krankenbehandlung (Psychotherapie)." Ein Grundriß für Fach- und Allgemeinpraxis. Jena: Fischer, seven editions. Stuttgart: Thieme, 1958
- (1921) "Psychoanalyse und ihre Kritik." In: Adam, C. (ed.): Die Psychologie und ihre Bedeutung für die ärztliche Praxis. Eight editions. Jena: Fischer
- (1925) "Schicksalsstunde der Psychotherapie." In: Moll, Albert (ed.): Abh. Gebiet. Psychother. med. Psychol. 1.
- (1927) "Die Einigungsbestrebungen in der Psychotherapie." In: Eliasberg, Wladimir (ed.): Bericht über den I. Allgemeinen Kongreß für Psychotherapie in Baden-Baden. 17.-19. April 1926. Halle: Carl Marhold Verlagsbuchhandlung, pp. 241–252.
- (1932) "Das Autogene Training (konzentrative Selbstentspannung)." Versuch einer klinisch-praktischen Darstellung. Leipzig: Thieme, many editions
- (1935) "Hypnose-Technik." Praktische Anleitung zum Hypnotisieren für Ärzte. Jena: Fischer
- (1935) Ubungsheft fur das Autogene Training (konzentrative Selbstentspannung). Leipzig: Thieme, many editions
- (1936) "Neurose Lebensnot ärztliche Pflicht." Klinische Vorlesungen über Psychotherapie für Ärzte und Studierende. Leipzig: Thieme
- (1940) "Geschlecht – Liebe – Ehe." Die Grundtatsachen des Liebes- und Geschlechtslebens in ihrer Bedeutung für Einzel- und Volksdasein. Munich: Reinhardt, seven editions
- (1941) Die seelische Gesunderhaltung unter besonderer Berücksichtigung der Kriegsverhältnisse. E.S. Mittler & Sohn, Berlin
- (1951) Bionome Psychotherapie. Stuttgart: Thiema
- (1952) "Organstörungen und Perversionen im Liebesleben." Bedeutung, Entstehung, Behandlung, Verhütung. Munich: Reinhardt
- (1952) "Psychotherapie." Leben und Werk großer Ärzte. Stuttgart: Hippokrates
- (1955) "Grundfragen der Neurosenlehre." Aufbau und Sinn-Bild. Propädeutik einer medizinischen Psychologie. Stuttgart: Thieme
- (1964) Lebensbilderbuch eines Nervenarztes – Jahrzehnte in Dankbarkeit. Stuttgart: Thieme, second edition 1971

### Magyarul
- A hypnosis technikája. Gyakorlati útmutatás a hypnosishoz, orvosok részére; ford. Schultz Géza; Novák Rudolf és Tsa., Budapest, 1943

## Fordítás
- Ez a szócikk részben vagy egészben  a   Johannes Heinrich Schultz című angol Wikipédia-szócikk ezen változatának fordításán alapul.  Az eredeti cikk szerkesztőit annak laptörténete sorolja fel. Ez a jelzés csupán a megfogalmazás eredetét és a szerzői jogokat jelzi, nem szolgál a cikkben szereplő információk forrásmegjelöléseként.